# Paraliparis mexicanus
Paraliparis mexicanus és una espècie de peix pertanyent a la família dels lipàrids.

## Descripció
- La femella fa 16 cm de llargària màxima.
- Nombre de vèrtebres: 76.[4]

## Hàbitat
És un peix marí i demersal que viu entre 42 i 900 m de fondària.

## Distribució geogràfica
Es troba al Pacífic oriental central: Mèxic.